# 댄서와 도둑
댄서와 도둑(El Baile De La Victoria, The Dancer and the Thief)은 스페인에서 제작된 페르난도 트루에바 감독의 2009년 드라마 영화이다. 리카도 다린 등이 주연으로 출연하였다.

## 출연

### 주연
- 리카도 다린
- 아벨 아얄라

### 조연
- 미란다 보든호퍼
- 아리아드나 길
- 훌리오 융
- 마리오 구에라
- 마리아나 로욜라
- 그레고리 코엔
- 카타리나 구에라
- 카탈리나 사베드라
- 세르지오 헤르난데즈
- 에르네스토 말브란

## 제작진
- 의상: 라라 휴에테
- 배역: 아나 리수에노